# La stagione della caccia (film)
La stagione della caccia (No Hunting) è un film del 1955 diretto da Jack Hannah. È un cortometraggio animato realizzato, in Technicolor, dalla Walt Disney Company, uscito negli Stati Uniti il 14 gennaio 1955.
Il film è stato candidato come miglior cortometraggio d'animazione ai Premi Oscar 1956.

## Trama
Mentre Paperino si accinge a mangiare, la voce narrante gli fa notare che suo Nonno Anatra aveva la vita più difficile, siccome doveva cacciare per sfamarsi. Poco dopo Paperino scopre che stagione di caccia sta per aprirsi e, posseduto dallo spirito del nonno, decide di parteciparvi. Paperino e Nonno Anatra raggiungono la foresta, dove c'è già un consistente gruppo di cacciatori. Il giorno dopo la stagione di caccia è aperta e i cacciatori iniziano a sparare, provocando una vera e propria guerra. Intanto Paperino e Nonno Anatra, oltre a non riuscire a uccidere nessun animale, rischiano più volte la loro vita e decidono di fuggire scavando una lunga trincea. A fine giornata, mentre i cacciatori tornano a casa acciaccati, Nonno Anatra riesce a impossessarsi di una mucca.